# Доннелли, Мэг
Мэг Элизабет Доннелли (англ. Meg Elizabeth Donnelly; род. 25 июля 2000) — американская актриса, известна по ролям Тейлор Отто в ситкоме «Американская домохозяйка», Аддисон в серии оригинальных фильмов студии Дисней «Зомби» и Мэри Кэмпбелл в телесериале «Винчестеры».

## Биография
Мэг Доннелли родилась в городе Нью-Йорк и выросла в Пипек-Глэдстоун, Нью-Джерси, США. Единственный ребёнок в семье. Начала заниматься вокалом, танцами и актёрским мастерством в Фар-Хиллз, Нью-Джерси в возрасте 6 лет. Выступала вокалисткой в нескольких постановках Kids of the Arts, Broadway Kids и Time To Shine в Нью-Йорке.
В 2013 году дебютировала в роли Эш сериала Team Toon компании Netflix. В 2015 году выступила американским лицом линии косметики Clean & Clear и была дублёром на роль Луизы фон Трапп в телешоу «Звуки музыки вживую!». В 2017 году появилась в игровом фильме «Сломанные».
Играла роль Тэйлор Отто в телесериале «Американская домохозяйка» компании ABC c 2016 по 2021 год. В 2018 году выпустила свой первый сингл Smile, в 2019-ом — второй — Digital Love.
В 2018 году на экраны вышел мюзикл компании Дисней «Зомби», к котором Мэг Доннели сыграла главную роль девушки-черлидера Аддисон. А затем возвращалась к этой роли и в сиквелах — «Зомби 2» и «Зомби 3».
В марте 2022 года Мэг Доннелли получила главную роль Мэри Кэмпбелл в сериале «Винчестеры» телекомпании The CW, приквеле «Сверхъестественного»

## Фильмография
| Year      | Название                     | Роль                    | Примечание                                   |
| --------- | ---------------------------- | ----------------------- | -------------------------------------------- |
| 2013      | Истории знаменитых призраков | юная Жаклин             | 1 эпизод                                     |
| 2013      | Team Toon                    | Эш                      | главная роль                                 |
| 2015      | Шок будущего                 | Энни                    | Неизданный пилот (Nickelodeon)               |
| 2015–2016 | Что бы вы сделали?           | разные персонажи        | 3 эпизода                                    |
| 2016–2021 | Американская домохозяйка     | Тэйлор Отто             | главная роль                                 |
| 2017      | Сломанные                    | Лилли Келли             | фильм                                        |
| 2018      | Зомби                        | Аддисон                 | Оригинальный фильм Disney Channel            |
| 2020      | Зомби 2                      | Аддисон                 | Оригинальный фильм Disney Channel            |
| 2020      | Человек-паук                 | Scream                  | озвучка; эпизод: "Maximum Venom"             |
| 2021      | Летний лагерь                | Присцилла Престон       | гостевое участие; эпизод: "Frien'ds Forever" |
| 2022      | Зомби 3                      | Аддисон                 | Оригинальный фильм Disney Channel            |
| 2022      | Классный мюзикл: Мюзикл      | Вэл                     | гостевое участие                             |
| 2022–2023 | Винчестеры                   | Мэри Кэмпбелл           | главная роль                                 |
| 2023      | Легион супергероев           | Супергёрл (Кара Зол-Эл) | озвучка; фильм                               |